# Сосе
Сосе (фр. Ceaucé) насеље је и општина у северној Француској у региону Доња Нормандија, у департману Орн која припада префектури Алансон.
По подацима из 2011. године у општини је живело 1228 становника, а густина насељености је износила 29,58 становника/km². Општина се простире на површини од 41,52 km². Налази се на средњој надморској висини од 147 метара (максималној 262 m, а минималној 100 m).

## Демографија
| 1962. | 1968. | 1975. | 1982. | 1990. | 1999. | 2011. |
| ----- | ----- | ----- | ----- | ----- | ----- | ----- |
| 1.463 | 1.638 | 1.470 | 1.343 | 1.244 | 1.248 | 1.228 |

График промене броја становника у току последњих година